# Гренада на Светском првенству у атлетици на отвореном 2011.
Гренада је учествовала на 13. Светском првенству у атлетици на отвореном 2011. одржаном у Тегу од 27. августа до 4. септембра тринаести пут, односно на свим првенствима до данас. Репрезентација Гренаде бројала је 3 такмичара (два мушкараца и једна жена) који су се такмичили у две дисциплине (1 мушка и 1 женска). , 
На овом првенству Гренада је освојила једну златну.  То је била прва медаља Гренаде који је икад освојила на светским првенствима на отвореном на светским првенствима. Није било рекорда. Овим успехом Гренада је у укупном пласману делила 11 место од укупно 204 земље учеснице. У табели успешности према броју и пласману такмичара који су учествовали у финалним такмичењима (првих 8 такмичара) била је била 30 са 11 бодова.
| Пл. | Земља   | 1. место | 2. место | 3. место | 4. место | 5. место | 6. место | 7. место | 8. место | Бр. фин. | Бод. |
| --- | ------- | -------- | -------- | -------- | -------- | -------- | -------- | -------- | -------- | -------- | ---- |
| 29. | Гренада | 1        | 0        | 0        | 0        | 0        | 1        | 0        | 0        | 2        | 11   |

## Учесници
| Мушкарци: - Кирани Џејмс — 400 м - Рондел Бартоломју — 400 м | Жене: - Џанел Редхед — 200 м |  |

## Освајачи медаља

### Злато
- Кирани Џејмс — 400 м

### Мушкарци
| Атлетичар         | Дисциплина | Лични рекорд | Квалификације | Квалификације | Полуфинале | Полуфинале    | Финале   | Финале      | Детаљи |
| Атлетичар         | Дисциплина | Лични рекорд | Резултат      | Место         | Резултат   | Место         | Резултат | Место       | Детаљи |
| ----------------- | ---------- | ------------ | ------------- | ------------- | ---------- | ------------- | -------- | ----------- | ------ |
| Кирани Џејмс      | 400 м      |              | 45,12         | 1. у гр. 4 КВ | 45,20      | 1. у пф. 2 КВ | 44,60 ЛР |             |        |
| Рондел Бартоломју | 400 м      | 44,65        | 44,82         | 1. у гр. 1 КВ | 45,17      | 3. у пф. 3 кв | 45,45    | 6 / 36 (39) |        |

### Жене
| Атлетичарка  | Дисциплина | Лични рекорд | Квалификације | Квалификације | Полуфинале | Полуфинале | Финале                | Финале       | Детаљи |
| Атлетичарка  | Дисциплина | Лични рекорд | Резултат      | Место         | Резултат   | Место      | Резултат              | Место        | Детаљи |
| ------------ | ---------- | ------------ | ------------- | ------------- | ---------- | ---------- | --------------------- | ------------ | ------ |
| Џанел Редхед | 200 м      | 22,91        | 23,11         | 4 у гр. 3 КВ  | 23,57      | 6 у пф. 3  | Није се квалификовала | 22 / 38 (40) |        |